# Creu de terme de la Font de les Canelles
La Creu de terme de la Font de les Canelles, o Creu de la Font dels Comtes, és una creu de terme gòtica de Santa Coloma de Queralt (Conca de Barberà) inclosa a l'Inventari del Patrimoni Arquitectònic de Catalunya.

## Descripció
Creu de pedra laboriosament treballada dedicada a Santa Maria. Segons el Norbert Font i Saguer és una de les quaranta millors creus de Catalunya.
Al costat mateix del recinte de les fonts hi ha una magnífica creu tardo-gòtica, que els historiadors de l’art situen en el segle XV. Es tracta d’una de les creus que hi havia a la sortida dels portals de la vila. Segons  Josep Gudiol, és una de les darreres manifestacions de les anomenades «creus-calvari», atès que, juntament amb el capitell, eren un compendi de la Passió de Jesucrist.

## Història

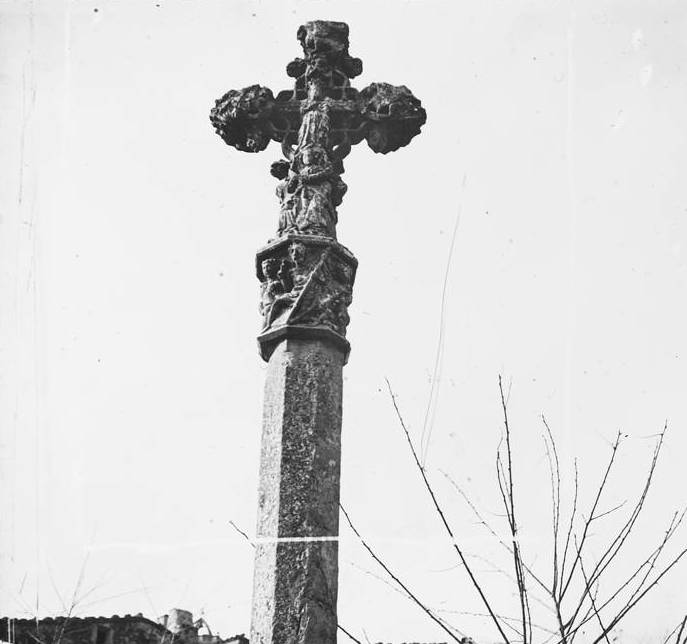
Creu de terme original el 1914

La creu original va ser aterrada i trencada el 15 de febrer de 1934. L’ajuntament en recollí els fragments i els portà a restaurar a Tarragona, tasca que va ser encomanada a Pau Font de Rubinat. Durant la guerra civil, el capitell i el fust varen ser trossejats i convertits en grava. Acabada la guerra, la creu original ja restaurada i una còpia varen ser localitzades al museu Prim Rull de Reus. Després de moltes gestions, s'aconseguí retornar-la al poble juntament amb una còpia, que va ser instal·lada en aquest indret el 1948. L’original de la creu es va conservar a l’ajuntament fins que el 1959, amb motiu de la restauració del convent de Santa Maria de Bell-lloc hi va ser portada i s'hi conserva actualment.
Fou enderrocada el dia 21 de gener de 1934 i restaurada el 21 d'agost de 1949, posant al seu lloc una còpia feta per l'escultor Lenacel. El 1934 l'original passà al Museu Prim Rull de Reus, després retornà a la vila i es guardà a l'Església de Santa Maria de Bell-lloc (Convent).
És coneguda com a creu dels Comtes o de les Canelles o del Gubià. El seu emplaçament és al peu de les fonts de les Canelles i del que havia estat Camí Real d'Igualada.